# The Rain (série télévisée)
Pour l’article homonyme, voir Rain.
The Rain est une série télévisée de science-fiction post-apocalyptique danoise, en vingt épisodes d'environ 43 minutes créée par Jannik Tai Mosholt, Esben Toft Jacobsen et Christian Potalivo, diffusée entre le 4 mai 2018 et le 6 août 2020 sur Netflix.

## Synopsis
Six ans après qu'un virus mortel véhiculé par la pluie a décimé presque toute la population de Scandinavie, un frère et une sœur rescapés découvrent en quittant la sécurité de leur bunker qu'il ne reste plus aucun vestige de la civilisation. Bientôt, ils se joignent à un autre groupe de jeunes survivants et se lancent dans une aventure dangereuse qui leur fera parcourir tout le pays en quête d'une trace de vie.

## Distribution

### Acteurs principaux
- Alba August (VF : Zina Khakhoulia) : Simone
- Lucas Lynggaard Tønnesen (VF : Martin Faliu) : Rasmus
- Mikkel Boe Følsgaard (VF : Damien Ferrette) : Martin
- Sonny Lindberg (VF : Brice Ournac) : Jean
- Lukas Løkken (VF : Alexandre Nguyen) : Patrick
- Johannes Bah Kuhnke (VF : Bruno Choël) : Sten (depuis la saison 2, récurrent saison 1)
- Clara Rosager (VF : Anouck Hautbois) : Sarah (depuis la saison 2)
- Natalie Madueño (VF : Olivia Nicosia) : Fie (depuis la saison 2)
- Evin Ahmad (VF : Aurore Bonjour) : Kira (depuis la saison 2)

### Anciens acteurs principaux
- Angela Bundalovic (VF : Laura Felpin) : Beatrice (saison 1)
- Jessica Dinnage (VF : Kaycie Chase) : Lea (saisons 1 et 2)

### Acteurs récurrents
- Iben Hjejle (VF : Marianne Leroux) : Ellen
- Lars Simonsen (VF : Serge Faliu) : Frederick
- Bertil De Lorenzi (VF : Cécile Gatto) : Rasmus (jeune)

 Source et légende : version française (VF) sur RS Doublage

## Production

### Développement et genèse
Le 19 juin 2019, il est annoncé sur le compte Twitter officiel de la série que celle-ci est renouvelée pour une troisième et dernière saison.

### Tournage
Le tournage de la première saison débute en juin 2017 au Danemark et en Suède.
Le tournage de la deuxième saison a débuté en juin 2018 au Danemark et en Suède.[réf. nécessaire]
Le tournage de la troisième et dernière saison débute en juin 2019 au Danemark et en Suède et est diffusée le 6 août 2020 sur Netflix.

### Fiche technique
Sauf indication contraire, les informations mentionnées dans cette section peuvent être confirmées par la base de données cinématographiques IMDb,  présente dans la section « Liens externes ».
- Titre original : The Rain
- Création : Jannik Tai Mosholt, Esben Toft Jacobsen et Christian Potalivo
- Réalisation : Kenneth Kainz et Natasha Arthy
- Scénario : Jannik Tai Mosholt, Lasse Kyed Rasmussen, Marie Østerbye, Poul Berg et Mette Heeno[6]
- Direction artistique : M. Wan Sputnick
- Décors : Mathias Hassing
- Costumes : Louize Nissen
- Photographie : Rasmus Heise et Jesper Tøffner
- Son : Eddie Simonsen[6]
- Montage : Marlene Billie Andreasen, Benjamin Binderup, Morten Egholm, Esben Bay Grundsø et My Thordal
- Casting : Tanja Grunwald
- Musique : Av Av Av
- Production : Christian Potalivo
- Société de production : Miso Film
- Société de distribution : Netflix
- Pays d'origine :  Danemark[1],[2]
- Langue originale : danois et suédois
- Format : couleur
- Genre : science-fiction post-apocalyptique
- Nombre de saisons : 3
- Nombre d'épisodes : 20
- Durée : 35-48 minutes
- Dates de première diffusion :
  - Belgique, Danemark, France, Québec, Suisse romande : 
    - 4 mai 2018 pour la saison 1 sur Netflix.
    - 17 mai 2019 pour la saison 2 sur Netflix.
    - 6 août 2020 pour la saison 3 sur Netflix.

## Épisodes
| Saison | Saison | Épisodes | Diffusion originale |
| ------ | ------ | -------- | ------------------- |
|        | 1      | 8        | 4 mai 2018          |
|        | 2      | 6        | 17 mai 2019         |
|        | 3      | 6        | 6 août 2020         |

### Saison 1
1. Restez à l’abri
Un virus mortel répandu par la pluie force Simone, son frère Rasmus et leurs parents à se réfugier dans un bunker souterrain équipé. Le père, Dr Frederik Andersen, est scientifique et travaille pour Apollon, l'entreprise qui a construit les bunkers. Il laisse les enfants avec leur mère dans le bunker, en leur disant qu'il va revenir. Avant de partir, il ordonne à Simone de protéger Rasmus car il est la clé pour guérir le virus. En entendant quelqu'un tenter d'entrer dans le bunker, Simone ouvre la porte, persuadée qu'il s'agit de son père. Sa mère, consciente que ce n'est pas Frederick et que sa famille sera infectée si quelqu'un entre, cours hors du bunker et repousse l'inconnu avant qu'il n'entre. Elle est exposée au virus et meurt rapidement, laissant Simone et Rasmus seuls. D'abord, les enfants réussissent à établir un contact avec quelqu'un par radio, mais la communication est interrompue. Simone a des flashbacks de ses parents se disputant pour savoir s'ils devaient traiter la maladie de Rasmus avec un virus. Six années passent. La réserve de nourriture diminue. Rasmus veut partir. Simone accepte, mais sort la première avec une combinaison anti-contagion pendant que Rasmus dort et ne trouve que des ruines. Plus tard, de retour au bunker, l'alarme du contrôle d'air s'allume, indiquant que l'oxygène s'appauvrit. Lorsque Simone et Rasmus ouvrent la trappe pour s'échapper, ils sont mis en joue par d'autres survivants qui avaient couvert les aérations pour forcer les enfants à sortir.
2. Ne vous séparez pas
Simone montre à Martin, le leader du groupe, la carte des autres bunkers et leur promet de la nourriture. Puis elle détruit la carte, les forçant à la garder en vie pour la trouver. Dans un flashback, Martin était un soldat chargé de tenir la ligne de quarantaine au début du virus. Incapable de tirer sur une femme qui marchait sur l'autoroute en tenant un enfant, Martin la laisse passer le point de contrôle. Plus tard, il trouve sa patrouille morte, infectée par la femme. Dans le présent, le groupe rencontre deux hommes appelés les "Étrangers" et qui chassent les survivants. Martin et Patrick (un autre membre du groupe) tuent les hommes. Pendant le voyage, ils luttent pour survivre tout en s'accrochant à leur humanité. Ils finissent par arriver à un autre bunker. Simone trouve le téléphone de son père et apprend, grâce à des informations trouvées dans l'appareil, que son père est vraisemblablement parti aux quartiers généraux d'Apollon en Suède. Simone explique à Martin qu'elle et Rasmus vont retrouver leur père.
3. Évitez la ville
Simone et Rasmus s’aventurent dans la ville de Copenhague pendant leur voyage vers la Suède. Ils sont bientôt rejoints par Beatrice, Lea, et Jean. Lea croit que la quête de Simone représente un espoir et appelle Simone « leur étoile du berger ». Émotionnellement lié à Beatrice, Martin finit par les suivre avec un Patrick frustré. Séparés, chacun cherche un abri pendant une tempête de pluie. Simone aide un jeune enfant, mais découvre par la suite qu’il est attaqué et tué par un groupe de charognards désespérés et affamés. Beatrice et Rasmus trouve refuge dans une maison huppée, Beatrice expliquant qu’elle y est née. Martin et Patrick se réfugient dans un bus. En jouant avec un appareil trouvé sur un “étranger” mort, ils trouvent une carte dans l’appareil activé. Le groupe de Martin se réunit après la tempête ; mais un charognard les suit et prend Rasmus en otage. Il menace de lui trancher la gorge si le groupe ne lui donne pas sa réserve de nourriture. Martin et Patrick arrivent et le charognard poignarde Rasmus avant de s’échapper avec un sac de nourriture. Le groupe arrive à un troisième bunker mais le trouve vide. Dans un flashback, Beatrice dit à Martin une histoire à propos de sa maison de famille, une histoire qu’elle a racontée à Rasmus) propos d’une autre maison, révélant ainsi qu’elle n’est pas honnête. Dans le présent, Martin montre à Simone la carte et ils parviennent à déterminer qu’il s’agit d’une zone de quarantaine. Comme la carte indique la présence d’un mur au nord, Martin conclut que la propagation du virus a été stoppée. Ils doivent aller au mur.
4. Ne faites confiance à personne
Rasmus est incapable de marcher depuis sa blessure. Simone et le groupe planifient le vol d’un véhicule appartenant aux “étrangers”. Le groupe réussit à intercepter une patrouille. Pendant que Martin les interroge, Jean remarque un serpent tatoué sur l’un des hommes et se souvient d’un souvenir qui le hante. Il pousse Martin à tuer les hommes avec le soutien de Patrick. Martin semble le faire, ce qui bouleverse Simone. En flashback, Jean reste avec une gentille famille pendant les premiers jours de la propagation du virus. Un jour, une patrouille de quarantaine arrive et un groupe d’étrangers ordonne au père de famille de les suivre. Alors qu’il refuse, il est tué par un homme avec un tatouage de serpent et la mère est emmenée. En essayant de faire taire la petite fille du couple pour qu’ils ne soient pas repérés, Jean l’étouffe accidentellement. Après le départ des étrangers, Jean enterre la famille et rencontre Beatrice et Lea. Dans le présent, le groupe se dirige vers le nord et rencontre un docteur qui opère la blessure de Rasmus. Après que Simone eut révélé qui est leur père, le docteur leur dit qu’elle aussi travaillait pour Apollon. Le docteur les piège à l’écart du groupe, dans son propre bunker et confesse qu’elle rend le Dr Andersen, leur père, responsable de la mort de ses enfants. Elle tente d’injecter à Rasmus un poison mortel. Les étrangers arrivent et voyant l’homme au tatouage, Jean lui tire dans la tête puis se fait capturer par les autres étrangers. Les autres s’enfuient dans le bunker. Patrick entre seul et tire sur le docteur déclarant que les choses seraient gérées ainsi désormais. Plus tard, Patrick demande à Martin pourquoi il écoute Simone et pas lui. Martin dit à Patrick qu’il a fait le choix de ne pas aider Jean et qu’il est en partie responsable de son destin. Patrick éclate en sanglots. Le groupe trouve un abri pour la nuit alors que la pluie se remet à tomber.
5. Gardez l’espoir
Perdus dans les bois, les survivants tombent sur un manoir et sont invités à y rester. Martin se méfie des résidents qui semble appartenir à un culte. Les autres profitent des installations en particulier des douches, de la nourriture et des vêtements propres. On leur demande d’oublier leur passé et de vivre dans le présent. Dans un flashback, Lea, une fervente chrétienne, va à une fête d’adolescents contre l’avis de sa mère. Ses camarades droguent son verre et le comportement de Lea en état d’ébriété est filmé et partagé. Sa mère voit la vidéo, qui est devenue virale, et renie Lea. Toujours dans la maison, Lea prie Dieu de la sauver et quelques instants plus tard, la pluie commence à tomber. Ses camarades, qui s’étaient rassemblés dehors, meurent tous. La mère de Lea, après avoir changé d’avis et décidé d’aller chercher Lea, sort sous la pluie et meurt à son tour. Dans le présent, Lea se lie à une vieille femme, Karen, qui lui apprend à abandonner la culpabilité qu’elle porte. Simone découvre qu’un employé d’Apollon réside dans le manoir et cherche des informations auprès de lui. Cette nuit-là, les résidents sont invités à une « cérémonie » mensuelle. On découvre que chaque mois, un membre est choisi au hasard pour mourir et être mangé lors de la cérémonie suivante, lui permettant de ne faire qu’un avec le groupe. Lea est choisie mais Karen prend sa place et les survivants sont autorisés à partir. L’employé d’Apollon n’ayant pas laissé son passé derrière lui est forcé à quitter le manoir. Lorsqu’il rattrape les survivants, il leur dit qu’Apollon est responsable de la fin du monde avant de s’injecter le virus et de mourir. Simone récupère la seringue et le groupe se remet en route dans la nuit
6. Connaissez vos amis
Alors que le groupe doit rejoindre un autre bunker, Rasmus refuse de les suivre à cause de la douleur, Béatrice se porte volontaire pour rester à ses côtés. Martin, Patrick, Léa et Simone rejoignent donc un nouveau bunker. À l’intérieur Patrick va découvrir une vidéo qui montre le père de Simone effectuer des essais médicaux sur des familles à l’intérieur de celui-ci. Simone refuse de croire que son père est à l’origine de ces morts. Pendant ce temps Patrick se soûle à la suite de la conversation qu’il a eue avec Martin qui lui dit qu’ils n’étaient pas amis. Pendant ce temps, Rasmus et Béatrice font de plus en plus connaissance ils vont même jusqu’à danser dans le chalet pendant la pluie mais lors de cette danse Béatrice reçoit une goutte d’eau qui est passée à travers la toiture. Elle panique à l’idée de mourir, Rasmus l’embrasse alors pour qu’ils luttent ensemble après cela Rasmus et Béatrice auront une relation sexuelle. Au bunker, Patrick rejoint Simone et discute sur le rôle qu’il joue dans l’équipe. Simone le rassure mais Patrick essaye de l’embrasser, elle le rejette et il finit par la pousser sous la pluie. Il appelle donc Martin pour qu’il l’abatte mais Léa s’interpose finalement elle rentrera en quarantaine dans le bunker. Par la suite Martin va leur ouvrir la porte après que Patrick eut avoué la vérité, puis se met lui-même sous la pluie vite rejoint par Simone et Léa c’est grâce à cela qu’ils découvriront que la pluie n’est pas toujours dangereuse. Simone et Martin s’embrassent. Martin met dehors Patrick qui essaiera de trouver refuge auprès de Rasmus mais il va tomber sur Rasmus portant le corps sans vie de Béatrice il le fuira et tombera sur les étrangers. Rasmus emmène le corps au bunker.
7. Ne parlez pas aux inconnus
Une bande d'étrangers armés torture Patrick pour lui soutirer des informations. Patrick parle du bunker où sont Simone, Lea et Martin et de Rasmus qui a été infecté par Beatrice. Pendant ce temps, Rasmus arrive au bunker en portant le corps de Beatrice. Dans la salle de quarantaine du bunker, Rasmus commence à s'effondrer et refuse de quitter Beatrice. Il finit par la laisser mais contacte les étrangers et se laisse capturer. Dans un flashback, Sten, le responsable d'Apollon briefe les étrangers sur leur mission et leur révèle qu'ils ont ingéré le virus et qu'il sera déclenché s'ils quittent la zone avant d'avoir trouvé le survivant immunisé. Comme les survivants, les étrangers sont piégés. Dans le présent, le leader des étrangers, Thomas, pense que Rasmus est celui qu'ils cherchent. Après avoir enterré Beatrice, Simone, Martin et Lea capturent un étranger. Ils essaient de l'échanger contre Rasmus mais Rasmus, déprimé, prend la seringue avec le virus et se l'injecte. Cependant, il ne meurt pas. Martin se réconcilie avec Patrick et le libère. Tout le monde part aux quartiers généraux d'Apollon, espérant que Rasmus est le remède. Alors qu'ils partent, un étranger embrasse Rasmus sur le front pour lui souhaiter bonne chance. Il meurt du virus peu de temps après le départ du groupe.
8. Fiez-vous à votre intuition
En arrivant au quartier général d'Apollon, le groupe est séparé. Rasmus et Simone retrouvent leur père pendant que Martin, Patrick et Lea attendent dans un bunker. Ils y retrouvent Jean, ce qui ravit Lea. Le père de Simone, Dr Andersen, lui dit qu'ils doivent partir. Pour obtenir l'antidote, ils ont besoin d'accéder au cerveau de Rasmus et à sa moelle épinière ce qui le tuerait. Dans un flashback, Dr Andersen ment à Apollon, prétendant que ses enfants sont morts afin de les sauver. Dr Andersen a exposé des personnes au virus afin de trouver un remplaçant à Rasmus et a tué un collègue qui a découvert le mensonge. Dans le présent, un docteur prélevant un échantillon sur Rasmus se fait infecter et meurt. Dr Andersen se rend compte que le virus a muté et que Rasmus est un porteur qui doit être arrêté pour sauver le monde. Alors que le labo est mis en quarantaine, Lea, Jean, Martin et Patrick retrouvent Simone et Rasmus et se préparent à fuir. Cependant, Dr Andersen tire sur Martin en tentant d'empêcher le groupe de partir avec Rasmus. Patrick arrive avec un véhicule volé et le groupe atteint le mur. Les étrangers bloquent le passage et Thomas leur explique que les compléments alimentaires que Jean, Lea, Martin et Patrick ont pris étaient le virus non activé. Ils ne peuvent pas partir contrairement à Simone et Rasmus. Le groupe les encourage à partir. Mais Simone ne supporte pas de laisser ses amis. Le groupe s'éloigne du mur. Thomas dit à Simone qu'il va les poursuivre. Dans la dernière scène, Sten fait un discours commercial à un groupe d'investisseurs dans lequel il explique que le virus peut être contrôlé et utilisé comme arme.

### Saison 2
1. Évitez tout contact
Fuyant les soldats d'Apollon, le groupe est finalement capturé et réuni avec le père de Simone et de Rasmus, qui est abattu en leur donnant des instructions vers un endroit qui peut aider à sauver Rasmus et à trouver un remède. Ils s'échappent après que Rasmus, dans sa détresse à la suite de la mort de son père, ait infecté les soldats près de lui, provoquant une diversion. Le groupe suit un ensemble de coordonnées jusqu'à une base où des scientifiques rebelles qui ont fait défection d'Apollon travaillent sur un vaccin contre le virus. Fie et Jakob les aident à entrer dans la communauté. Jakob effectue des tests sur Rasmus, y compris une ponction lombaire à risque qui révèle qu'il n'y a pas de liquide ou de sang mais seulement un virus dans son corps. Rasmus, tordu de douleur et affligé par la découverte du médecin, libère accidentellement le virus, tuant Jakob et toutes les personnes présentes dans le laboratoire.
2. La vérité blesse
Après la catastrophe du laboratoire, Simone arrive et convainc Rasmus de mentir en disant que quelqu'un a laissé tomber un échantillon, les infectant tous. À leur insu, la jeune sœur malade de Jakob, Sarah, a été témoin de la mort de son frère et de leur dissimulation. Martin accompagne Simone dans une expédition afin de récupérer l'ordinateur de son père. À la base, Patrick tombe sur une pièce cachée remplie d'appareils étranges.
3. Gardez le contrôle
Alors qu'Apollon cerne la base, Simone se démène pour trouver un remède. Le secret de Rasmus attire Sarah vers lui mais menace de déchirer le groupe.
4. Sauvez-vous vous-même
Simone, Martin et Fie poursuivent Rasmus et Sarah, dont le lien se renforce pendant qu'ils sont en fuite. Sarah et Rasmus veulent passer une bonne journée ensemble. Ils vont dans un ancien parc d'attractions. Sarah menace de se suicider en sautant des montagnes russes mais se fait critiquer par Rasmus. Patrick découvre qu'il existe une installation Apollon pouvant retirer les capsules qui les maintiennent piégés à l'intérieur de la zone contenant le virus. Jean essaie de consoler Lea.
5. Ne craquez pas
En proie à des visions effrayantes, Rasmus prend son destin en main. Il sait que le virus prend le dessus mais le remède n'est pas encore prêt. Il s'injecte toujours une partie de la solution. La santé de Sarah empire. Jean et Léa partagent un moment de tendresse. Simone et Fie ont peut-être découvert le remède. Lea se sacrifie pour que Simone puisse injecter le remède à Rasmus.
6. La loi du plus fort
À la suite de leur sombre rencontre, Martin et Patrick retournent à la base. Pendant ce temps, un Jean accablé de chagrin prépare sa vengeance.

### Saison 3
1. N'abandonnez pas
Hanté par les cauchemars et effrayé par ses nouveaux pouvoirs, Rasmus se cantonne volontairement à Apollon. Pendant ce temps, Simone et Fie tentent de s'aventurer au-delà du mur pour que Fie puisse donner naissance à son enfant dans un endroit sûr. Cependant, elles sont séparées et Fie est capturée. Simone s'échappe de l'autre côté du mur et y découvre que le virus n'est pas contenu. En revenant sur ses pas, elle est à son tour capturée. Elles sont alors transportées vers la dernière base d'Apollon où Simone retrouve Rasmus. D'abord heureuses, leurs retrouvailles tournent mal quand Simone découvre que Rasmus a l'intention de l'infecter, ainsi que le reste de la population afin que tous survivent au virus et qu'un nouveau monde soit créé. Patrick, Martin et Kira font irruption dans le camp pour sauver Simone et Fie mais cette dernière va bientôt accoucher et refuse de partir. Elle sauve cependant Patrick de l'emprisonnement en affirmant qu'il est le père du bébé. Simone parvient à sortir de l'enceinte mais est acculée par Rasmus et le personnel d'Apollon ; elle se jette alors du haut d'un pont et on voit son corps flotter dans une rivière. Un Martin désemparé en est témoin et est capturé par le personnel d'Apollon. Sarah et Rasmus se retrouvent.
2. Ne lâchez jamais
Simone est sauvée par les frères et sœurs Daniel et Luna qui, avec leurs parents, vivent hors du réseau. De retour à Apollon, Rasmus convainc Sarah d'être étudiée par Sten afin qu'ils puissent propager le virus et créer une nouvelle race humaine. Martin échappe à l'emprisonnement et libère Fie et Patrick, mais ils refusent de partir en raison de l'accouchement imminent de Fie et de leur certitude de la mort de Simone. Fie et Sarah se retrouvent mais Sarah est irritée que Fie la laisse pour morte, alors que Martin est repris. Le père de Daniel et Luna veut que Simone parte dès qu'elle se rétablit car il craint qu'elle découvre l'extrait de fleur. Luna, cependant, démontre à Simone le pouvoir de l'extrait de fleur pour repousser le virus et elle finit par suivre le père jusqu'à la source. Rasmus tente de convaincre Martin que Simone est morte en lui montrant le traqueur et en lui demandant de le rejoindre; alors que Martin refuse d'abord, lorsqu'il est seul, il s'excuse auprès de Simone de ne plus pouvoir courir. Fie rejoint Apollon en tant que biologiste après avoir découvert qu'Apollon avait raison, car Sarah en est la preuve vivante ; elle découvre que le système immunitaire d'une personne doit être complètement compromis pour absorber le virus. Sarah et Rasmus découvrent que de nombreux patients en phase terminale destinés à recevoir le virus sont déjà morts car Sten a commencé les tests. Simone est presque exécutée par le père de Daniel pour protéger leur secret ; cependant, Daniel attaque son père et lui permet de s'échapper. Martin accepte de rejoindre Rasmus et de recevoir le virus.
3. Restez fort
Le père de Daniel poursuit Simone à pied, alors que Daniel rencontre Kira et Jean et recrute leur aide pour sauver Simone de son père. Après que Kira ait désarmé le père de Daniel, Simone refuse de partir jusqu'à ce que Daniel lui donne l'extrait de fleur et démontre son pouvoir à Jean et Kira, ne sachant pas qu'ils sont surveillés. Sten veut tester la théorie de Fie sur une patiente cancéreuse en phase terminale prénommée Olivia afin qu'lle soit la première à recevoir le virus alors que Rasmus veut que le premier soit Martin. Sten menace Rasmus de tuer Sarah pour le forcer à coopérer. Le test fonctionne sur Olivia mais a des effets indésirables sur Rasmus. Daniel accepte de montrer à Simone le dangereux moyen d'extraction mais, ce faisant, dérange la fleur qui jette des éclats tuant presque Daniel, Kira et Simone. De retour au camping-car, la famille de Jean et Daniel est attaquée par des assaillants et le père de Daniel est blessé par une flèche. Kira poursuit les assaillants et en abat un mais est horrifiée de découvrir que leurs assaillants sont des enfants. Rasmus libère Patrick et Martin pour retrouver Sarah et accepte de transmettre le virus à Sten en premier, mais le tue à la place en l'infectant avant que son système immunitaire ne soit complètement compromis. Daniel restaure le traceur pour Simone, informant Fie et Patrick qu'elle est en vie. Patrick court pour empêcher Martin de prendre le virus, mais il est trop tard. Luna disparaît pendant que Kira et Simone patrouillent dans le périmètre.
4. Soyez le changement que vous voulez voir dans le monde
Simone, Kira, Jean et Daniel s'en prennent à Luna, qui a été enlevée par les jeunes charognards, dans l'intention d'échanger de la nourriture pour son retour. Cependant, l'homme qui dirige le groupe trompe Simone en utilisant l'extrait de fleur pour échapper au virus après avoir été attaqué et acculé par les jeunes charognards. Il réclame l'extrait de fleur en échange de Luna. Après la mort de Sten, Rasmus a pris le contrôle d'Apollon. Martin découvre que Simone est en vie et permet à Rasmus lui permet de partir pour la poursuivre. Rasmus, qui a développé une lésion au cou, utilise ses pouvoirs pour espionner Martin. Sarah lui en veut d'avoir tenté de ramener Simone mais s'inquiète pour la lésion. Simone négocie un accord avec le chef des jeunes charognards, mais il les trahit en infestant leur boisson. Rasmus infecte davantage de patients malades mais s'affaiblit au cours du processus, inquiétant Fie, qui se confie à Sarah. Rasmus qui les surprend, se persuade que Fie doit être la suivante sur la liste pour être inoculée par la virus. Fie et Patrick prennent la décision de fuir Rasmus et Apollon. Jean libère Simone, Kira, Daniel et Luna. Ils arrivent cependant trop tard : les défenses de la fleur ont tué presque tous les jeunes charognards (sauf celui abattu par Kira) et leur chef. En conséquence, la fleur est morte et il ne reste qu'un seul flacon d'extrait. Martin trouve Simone à temps pour voir Daniel et Simone s'embrasser ; Rasmus voit également cela car il espionne par télépathie Martin.
5. Aimez-vous vous-même
Simone et Martin se retrouvent. Martin informe Simone que Rasmus a changé et que Sten est mort, mais Simone pense toujours qu'il est dangereux et a l'intention d'utiliser le dernier flacon d'extrait sur Rasmus. Alors que Rasmus s'affaiblit et développe plus de lésions, Sarah, inquiète, demande de l'aide à Fie avant qu'elle et Patrick puissent fuir Apollon. Martin et Simone quittent le camp pour se rendre à Apollon, pendant que Kira et Jean restent en arrière. Fie découvre que Rasmus se suicide et change le virus en infectant les autres, et refuse de laisser Apollon sans Sarah. Sarah force Rasmus à arrêter d'infecter les autres alors que son état se détériore, mais il décide quand même d'infecter Fie enceinte car elle a révélé son état à Sarah. Il enferme Sarah pour l'empêcher de l'arrêter. Pendant le trajet vers Apollon, Martin n'éprouve aucune fatigue (le virus le rend puissant) et Simone doit l'obliger à s'arrêter aofn qu'elle puisse se reposer. Elle déclare son amour pour lui et affirme qu'elle ne le quittera jamais quoi qu'il arrive, mais son attitude change rapidement lorsqu'elle découvre qu'il a été infecté. Martin tente de convaincre Simone de les rejoindre, mais elle lui dit de boire le flacon ou de ne plus jamais la revoir. Martin, qui n'a pas le contrôle, enveloppe Simone dans le virus, la forçant à laisser tomber le flacon, mais la sauve finalement en buvant les dernières gouttes du flacon, ce qui tue le virus en lui et lui avec. Rasmus voit la mort de Martin, ce qui le rend fou de rage. Il convainc Sarah et le reste des personnes infectées de s'en prendre à Simone et de la tuer. Patrick aide Fie à s'échapper.
6. Cela aussi passera
Simone et Daniel affolés retournent au camp avec le corps de Martin. Kira encourage Simone à être là pour l'enterrement de Martin. Le virus laissé par Martin dans la piscine ramène la fleur à la vie et ils découvrent que Martin les a en fait sauvés alors que la fleur se nourrit du virus. Fie et Patrick sont réunis avec le groupe mais Patrick est dévasté d'apprendre que Martin est mort. Simone a l'intention de tuer Rasmus avec le nouvel extrait de fleur et Patrick révèle qu'il est déjà en route vers le camp pour la tuer. La famille de Daniel accepte de rester pour aider à combattre Rasmus et donne à Simone le collier de Luna, qui contient l'extrait, car la nouvelle fleur n'est pas encore prête à être récoltée. Ils créent un piège pour Rasmus pour le séparer du groupe et utilisent l'extrait pour créer une seule balle capable de tuer les infectés. Fie entre en travail et demande à Patrick de rester en vie car elle ne peut pas vivre seule. Rasmus continue de se détériorer mais refuse de revenir avec Sarah quand elle ne veut pas assassiner Simone et les autres. Sarah sauve le père de Patrick et Daniel d'être exécuté par Apollon et retrouve Fie, qui convainc Sarah d'essayer d'arrêter Rasmus. Le piège échoue quand ils tuent un seul des infectés et non Rasmus. Olivia poursuit Daniel, Kira et Jean, alors que Rasmus reste seul avec Simone. Le jeune charognard tire sur Olivia avec une flèche enflammée, leur permettant de s'échapper, et elle avec le reste des infectés refusent de continuer à se battre. Sarah rejoint Rasmus et ils injectent la fleur avec leur combinaison du virus, provoquant une onde de choc massive qui les tue immédiatement ainsi que tous les infectés et détruit la fleur, ce qui débarrasse le monde du virus. Fie donne naissance à un petit garçon. Le groupe quitte le camp et retourne en ville pour reconstruire un nouveau monde en mémoire de Rasmus.

## Accueil

### Accueil critique
| Saison | Saison | Critique               | Critique             |
| Saison | Saison | Rotten Tomatoes        | Metacritic           |
| ------ | ------ | ---------------------- | -------------------- |
|        | 1      | 7,11/10 (26 critiques) | 65/100 (7 critiques) |
|        | 2      |                        |                      |

Charles Martin de Première la dépeint « un suspense magistralement écrit, et exécuté avec beaucoup de maîtrise par nos amis scandinaves, décidément très doués pour travailler le petit écran à toutes les sauces. (…) Dans ces décors désolés impressionnants, et portée par des personnages sobres et attachants, cette première série de genre estampillée Netflix enquille les twists et les mystères à un rythme exaltant ». Audrey Kucinskas de L'Express la décrit comme « efficace et angoissant, et malgré un thème qui peut sembler éculé, (…). La série danoise est aussi un savant mélange d'excellentes œuvres post-apocalyptiques, telles que 28 Jours plus tard de Danny Boyle, la saga culte The Walking Dead, ou encore la récente série allemande Dark signée Netflix ».
Bruno Deruisseau des Inrockuptibles va plus loin, négativement parlant, avec ce « premier aperçu décevant de The Rain, série postapocalyptique made in Danemark. Prévisibilité confondante, mollesse du récit, de la direction artistique… Le spectateur survivra-t-il à ce show survivaliste ? ».